# Stenopogon piceus
Stenopogon piceus är en tvåvingeart som först beskrevs av Von Roder 1893.  Stenopogon piceus ingår i släktet Stenopogon och familjen rovflugor.
Artens utbredningsområde är Sri Lanka. Inga underarter finns listade i Catalogue of Life.